# Biblioteca Pública Joaquín V. González
La Biblioteca Pública Joaquín V. González se encuentra ubicada en el barrio de La Boca, sur de la Ciudad Autónoma de Buenos Aires, Argentina. Como institución depende de la Dirección General del Libro, Bibliotecas y Promoción de la Lectura, Ministerio de Cultura de la Ciudad de Buenos Aires y forma parte de la Red de Bibliotecas Públicas de la Ciudad de Buenos Aires. En el mismo edificio se encuentra la Biblioteca Infantil Platero, orientada a niños y adolescentes.

## Historia
En el año 1960 se decidió extender la acción cultural de la entonces Dirección de Bibliotecas Municipales y se logró que la comuna adjudicara el inmueble de la calle Suárez 408 (CP 1162) para fundar una nueva biblioteca. Las obras se prolongaron hasta 1963, y el 19 de julio de ese año abrió sus puertas al público como "Biblioteca Municipal de La Boca del Riachuelo". Posteriormente, siguiendo la tradición de la Dirección de Bibliotecas de nombrar a cada una de ellas con nombres de escritores tradicionales, tomó el nombre del político e historiador  argentino  "Joaquín V. González".

## Fondo bibliográfico y servicios
Su fondo bibliográfico es de contenido general, con una orientación al género de novela negra. Cuenta con un catálogo aproximado de 21.000 libros en soporte papel; además dispone de audiolibros. El material comprende literatura de ficción de los distintos países, textos escolares, biografías, autoayuda y las distintas ramas de la ciencia. La colección alberga una gran cantidad de libros sobre historia del barrio de La Boca.
En cuanto a los servicios, la biblioteca ofrece:
- Préstamo a domicilio
- Lectura en sala
- Wi-fi[6]
- Juegos de mesa
- Visitas guiadas a escuelas y jardines
- Talleres

La asociación, como el resto de las actividades, es de carácter gratuita.

## Biblioteca Infantil Platero

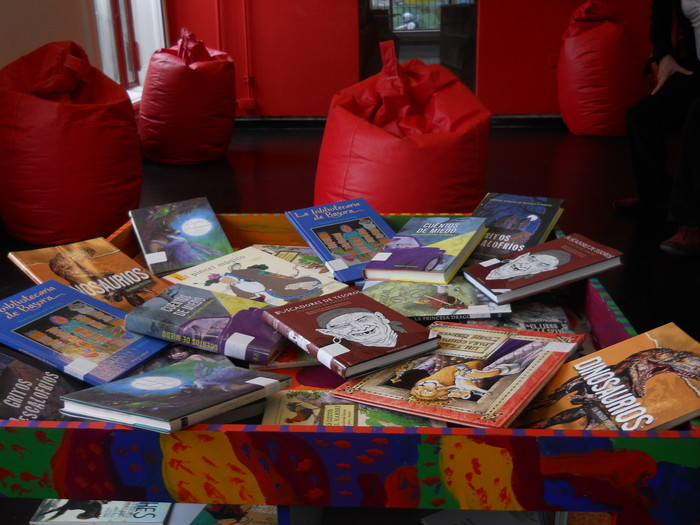
Mesa accesible a los niños en el sector de Biblioteca Infantil Platero.

La Biblioteca Infantil Platero cuenta con un espacio con mesa y puffs dentro de la sala general. Ofrece un catálogo aproximado de 4000 libros para retirar a domicilio y/o leer en sala. Al igual que la Biblioteca la asociación y actividades son gratuitas.

## Atención al público
El horario de atención de la biblioteca es de lunes a viernes de 10.00 a 17.00 horas.